# Adrenalizou
Adrenalizou é o terceiro álbum de estúdio do cantor e compositor Vitor Kley, lançado no dia 18 de outubro de 2018 através da gravadora Midas Music. O álbum recebeu disco de platina pela Pro-Música Brasil.

## Faixas
| N.º            | Título                            | Duração |  |
| 1.             | "O Sol"                           | 3:31    |  |
| 2.             | "Morena" (part. Bruno Martini)    | 2:44    |  |
| 3.             | "Adrenalizou"                     | 2:57    |  |
| 4.             | "Marambaia"                       | 2:45    |  |
| 5.             | "Como Se Fosse Ontem"             | 2:57    |  |
| 6.             | "Bem Te Vi" (part. Kell Smith)    | 3:27    |  |
| 7.             | "Farol"                           | 3:45    |  |
| 8.             | "Onde Você Está"                  | 3:07    |  |
| 9.             | "Armas a Nosso Favor"             | 3:14    |  |
| 10.            | "Flor"                            | 3:14    |  |
| 11.            | "Dois Amores"                     | 3:24    |  |
| 12.            | "A Noite Cai"                     | 3:11    |  |
| 13.            | "O Sol (Remix)" (part. Apollo 55) | 3:28    |  |
| 14.            | "Morena (Acústico)"               | 2:45    |  |
| Duração total: | Duração total:                    | 44:29   |  |